# Skënder Muço
Skënder Muço (1904-1944) est un avocat albanais et chef du parti Balli Kombëtar, l'une des plus importantes organisations de résistance en Albanie pendant la Seconde Guerre mondiale. Avec Musine Kokalari, Muço fonde le premier parti social-démocrate d'Albanie en 1943. En 1944, il est capturé dans une embuscade par les troupes allemandes près de Vlora et exécuté trois jours plus tard.

## Jeunesse
Skënder Muço naît en 1904 à Tragjas, dans l'Empire ottoman. Son père, Daut, est un militant de l'Éveil national albanais (en), tandis que son oncle, Alem Tragjasi, est un ancien combattant de la guerre de Vlora. Muço étudie d'abord à San Demetrio Corone, en Calabre, puis est diplômé de la faculté de droit de l'université de Bologne. En 1932, il est arrêté et condamné à mort en raison de sa participation à l'organisation nationaliste et anti-monarchiste Lëvizja e Vlorës, mais sa peine est finalement réduite après des pressions publiques sur le gouvernement. Lorsque l'Albanie est occupée par l'Italie, il participe aux manifestations de Vlora le 7 avril 1939.

## Seconde Guerre mondiale
Pendant la Seconde Guerre mondiale, Skënder Muço rejoint les rangs du parti Balli Kombëtar, l'une des plus importantes organisations de résistance en Albanie. Fin novembre 1942, avec Hysni Lepenica, ancien officier de gendarmerie de Gjirokastër, il fonde le premier bataillon du Balli Kombëtar à Vlore nommé Shqiponja. Muço devient également chef du parti dans la région de Vlore et membre du conseil de l'organisation. En tant que commandants de Shqiponja, Muço et Lepenica affrontent à plusieurs reprises les troupes italiennes et plus tard allemandes. L'une des plus importantes de ces batailles fut la bataille de Gjorm, au cours de laquelle le Balli Kombëtar infligea de lourdes pertes à l'armée italienne.
En 1943, il est l'un des représentants du parti dans l'accord de Mukje, un traité de collaboration signé par Balli Kombëtar et le Mouvement de libération nationale. Avec Musine Kokalari, Muço fonde le premier parti social-démocrate d'Albanie en 1943-44 en tant que faction de Balli Kombëtar. Le 21 novembre 1943, il écrivit et publia une brochure qualifiant les troupes allemandes et leurs collaborateurs albanais d'« ennemis barbares ». Le 7 août 1944, il est pris en embuscade et capturé par les troupes allemandes alors qu'il se rend à Vlore avec deux autres albanais du parti, Yzeir Ismaili et Zako Mezi. Il est exécuté trois jours plus tard à Bubullimë (Lushnjë), dans l'Ouest de l'Albanie.